# 横山正雄
横山 正雄（よこやま まさお、1885年（明治18年）7月24日 - 1975年（昭和50年）12月9日）は、大日本帝国陸軍軍人。最終階級は陸軍中将。

## 経歴
1885年（明治18年）に東京府で生まれた。陸軍士官学校第18期、陸軍大学校第30期卒業。1930年（昭和5年）8月1日に陸軍工兵大佐に進級し、工兵第9大隊長に着任。1933年（昭和8年）9月に陸軍工兵学校幹事に転じた。
1935年（昭和10年）3月に陸軍少将に進級し、1937年（昭和12年）3月に由良要塞司令官に就任した。1938年（昭和13年）3月1日に陸軍中将に進級し、9月12日に東京湾要塞司令官に転じ、1939年（昭和14年）9月1日に待命、9月3日に予備役に編入された。
1947年（昭和22年）11月28日、公職追放仮指定を受けた。

## 栄典
勲章等
- 1940年（昭和15年）8月15日 - 紀元二千六百年祝典記念章[4]